# Kościół św. Maksymiliana we Włocławku
Kościół parafialny pod wezwaniem Świętego Maksymiliana Marii Kolbego we Włocławku inaczej Płynąca barka to kościół parafialny służący parafii pod tym samym wezwaniem, wybudowany w latach 80.
Kościół parafialny według zamierzenia architektów miał przypominać "płynącą barkę". Przy wejściu do kościoła, w centralnym punkcie, z bryły świątyni wyrasta monumentalna wieża zbudowana na planie półkola, która ścina się w tylną stronę, przez co większość młodych włocławian nazywa kościół "skocznią narciarką" lub "zjeżdżalnią". Na wieży umieszczone są trzy dzwony.
Wewnątrz kościoła, w centrum prezbiterium, w cementowej "rynnie" zbudowanej na planie półkola i wyłożonej "złotą" mozaiką umieszczony jest krzyż z wizerunkiem konającego Jezusa i opatrzony znakiem "INRI" przechodzący u góry w postać czerwonego dysku zakończonego rozchodzącymi się na wszelkie strony promieniami światła, w którym znajduje się biały gołąb, czyli Duch Święty. Zza dysku wyjawia się postać Boga Ojca w pomarańczowej szacie, który rozkłada ręce na znak błogosławieństwa. Na głowie Boga Ojca umieszczony jest złoty trójkąt - symbol Opatrzności Bożej.
Po obu stronach prezbiterium znajduje się wielopoziomowa mozaika. Na samym jej dole znajduje się raj, w którym (po lewej stronie) znajdują się Adam i Ewa. Po prawej stronie prezbiterium w okrągłym uwypukleniu znajduje się tabernakulum otoczone "złotą" mozaiką. Nad tabernakulum (znajdującym się w centrum uwypuklenia) umieszczony jest wizerunek baranka. Drugim poziomem mozaiki w prezbiterium jest rzeka. Na trzecim "planie", bo obu stronach od krzyża i rynny znajdują się sylwetki świętych, na lewo od krzyża są to od wymienieni od lewej do prawej św. Jacek, św. Kazimierz Królewicz, św. Jadwiga Królowa, św. Faustyna, św. Stanisław Biskup, św. Maksymilian. Na prawo od krzyża można ujrzeć św. Wojciecha, św. Andrzeja Bobolę, św. Jadwigę Śląską, św. Stanisława Kostkę, św. Urszulę Ledóchowską i św. Alberta Chmielowskiego. Na czwartym poziomie (tudzież planie) widać mury z wieloma basztami, są to mury Mury Królestwa Bożego, poniżej nich, czyli jeszcze w świecie doczesnym przedstawione są zabudowania - domy Nowej Jerozolimy.
Prezbiterium także jest wykonane na planie półkola. W obu przednich narożnikach łączących prezbiterium i ściany boczne znajdują się rzeźby Świętego Piotra. Tuż poniżej nich, jeszcze w krańcach prezbiterium znajdują się proste wyświetlacze elektroniczne, ze względu na umieszczenie filarów w kościele, takie wyświetlacze są dwa, aby teksty piosenek, psalmów (a czasami modlitw) były widoczne z każdej części kościoła. Dawniej zamiast tych wyświetlaczy po lewej stronie kościoła znajdował się biały ekran na którym tekst wyświetlał rzutnik umieszczony na jednym z filarów.
Po prawej stronie od prezbiterium znajduje się oszklone (witraże) wejście do kaplicy, w której znajdują się stara ambona i stary ołtarz. Nad wejściem do kaplicy umieszczona jest w ceglanym łuku na tle "złotej" mozaiki replika madonny jasnogórskiej. Na prawo od niej znajduje się podświetlany witraż przedstawiający wizerunek świętego męczennika. Po lewej stronie od prezbiterium na poziomie wejścia do kaplicy znajduje się replika obrazu "Jezu, Ufam Tobie". Poniżej obrazu wmurowane są relikwie św. Maksymiliana. Na lewo od niego znajduje się podświetlany witraż przedstawiający Świętego Maksymiliana.
Na ścianach kościoła znajduje się czternaście stacji drogi krzyżowej wykonanych w drewnie.
Wewnątrz świątyni, nad wejściem znajduje się obszerny balkon, na którym znajdują się organy.
Blat ołtarza wykonany jest z kamienia szlachetnego (prawdopodobnie czerwony marmur), a jego jedna obszerna noga przedstawia Ostatnią Wieczerzę. Noga ambony, która wykonana jest w tym samym stylu, przedstawia czterech ewangelistów.
W maju 2011 roku na prawo od obrazu "Jezu, Ufam Tobie" umieszczono portret Jana Pawła II. Obraz pędzla jednego z ministrantów - Daniela Pawłowskiego - umieszczono jako wotum wdzięczności za beatyfikację papieża Polaka.

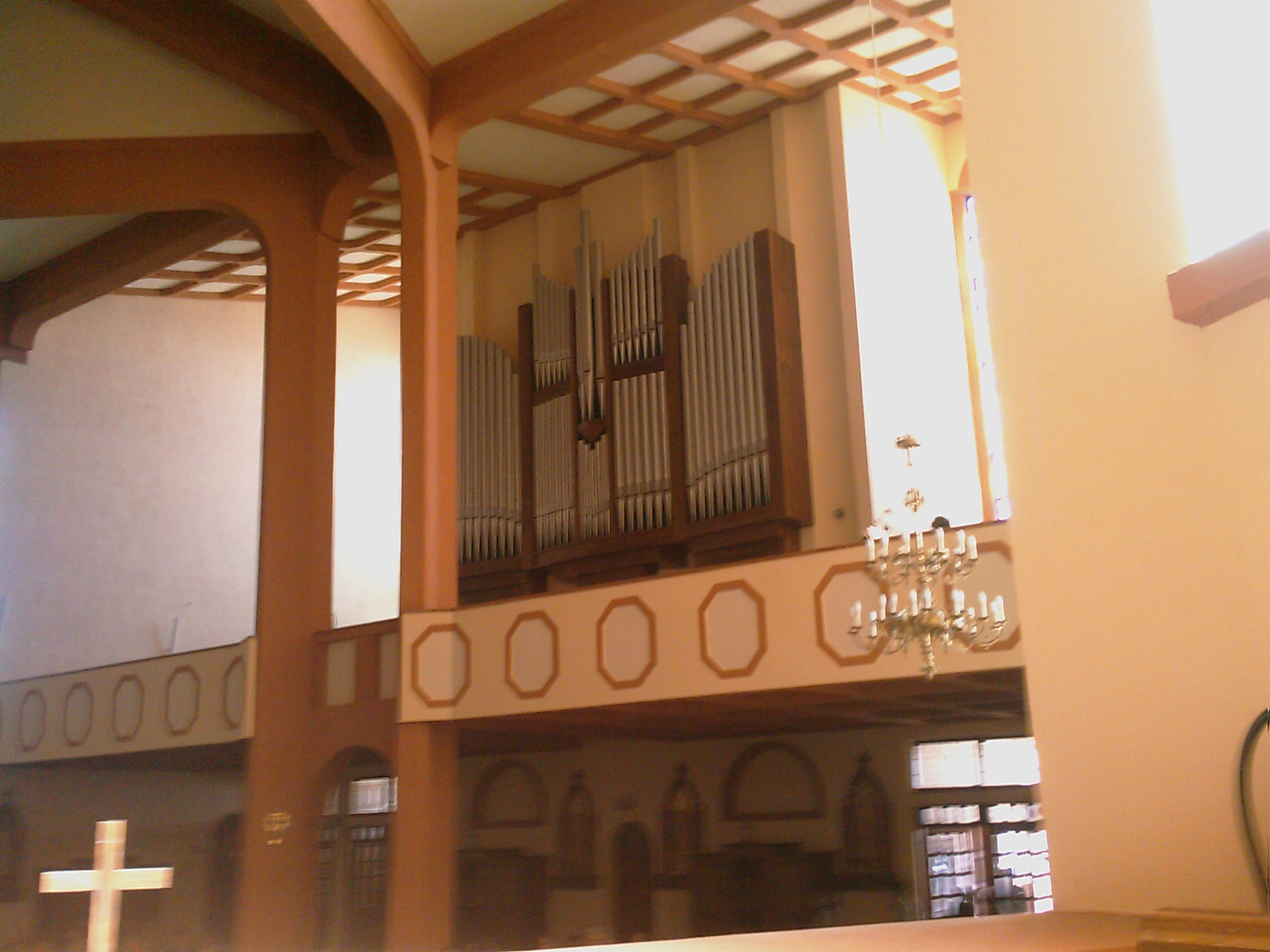
Organy w kościele